# Eurorregião da Galiza-Norte de Portugal

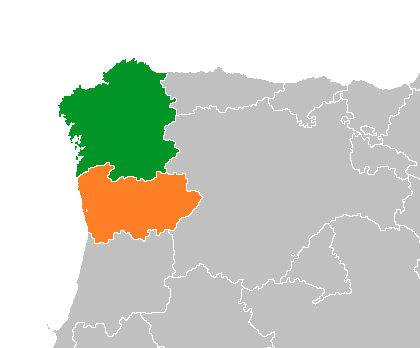

A Eurorregião Galiza-Norte de Portugal é uma eurorregião localizada no noroeste da Península Ibérica, e formada pela Galiza e o Norte de Portugal.
O território constituído pelas duas regiões ocupa uma superfície total de 51.000,00 km², dos que 29.575 correspondem a Galiza, e 21.284 ao Norte de Portugal, e concentra uma população de  6,4 milhões de habitantes, dos que 2.796.089 correspondem à Galiza, e 3.745.439 ao Norte de Portugal, o que se traduz numa densidade de população de 125,8 hab./km².
No que respeita à dinâmica da actividade e emprego na Eurorregião, está principalmente concentrada em o setor de serviços (57,1 %), na indústria e construção (32,7 %) e no setor primário (10,2 %) (dados de 2009, Instituto Galego de Estatística)
A Eurorregião Galiza-Norte de Portugal configura-se atualmente como um espaço de forte interação social, económica e cultural, cheio de oportunidades e com um grande potencial para o desenvolvimento futuro.

## Constituição
A Eurorregião Galiza-Norte de Portugal constituiu-se em setembro de 2008, com a Constituição do Agrupamento Europeu de Cooperação Transfronteiriça (AECT). Ela foi a primeira eurorregião da Península Ibérica, e só tinha dois referentes na Europa: o agrupamento França-Bélgica, com sede em Lille, e Hungria-Eslováquia, com assento na cidade húngara de Esztergom. Vigo seria ou centro de opera da terceira Eurorregião. O responsável da Comissão para o desenvolvimento de Portugal Norte, Carlos Lage, comentou o "grande interesse" que para o Presidente da Junta da Galiza tinha o assunto: "seria desagradável para discutir", acrescentou.
As AECT têm uma entidade jurídica própria, o que significa "uma nova etapa" e uma "via inovadora" para a colaboração entre Galiza e Portugal, segundo afirmou o Presidente da Junta, Emilio Pérez Touriño, após encontrar-se com Carlos Lage. A agência que até então tinha coordenado as iniciativas comuns entre os dois territórios, a Comunidade de Trabalho Galiza-Norte de Portugal, criada em 1991, não tinha entidade jurídica.

## Atividades
A Eurorregião gere fundos europeus e projetos de cooperação. Além disso, realiza o plano Galiza-Norte de Portugal, que tem um financiamento de 100 milhões de euros e que já lançou 130 projetos.
Uma das variáveis que melhor traduz a influência da conjuntura económica na qualidade de vida da população é, sem dúvida, a taxa de desemprego cerca de 11,7% (dados do IGE, 2009). Neste âmbito, as duas regiões tinham, nessa data, níveis de desemprego menos grave do que as médias nacionais respectivas.
Note-se que o tráfego médio diário de veículos pesados de mercadorias e de ligeiros para esta zona fronteiriça é de 49% do total de trocas existentes ao longo de toda a fronteira luso-espanhola.
Em resumo, este breve cenário caracterizador dos dois espaços que constituem a Eurorregião Galiza-Norte de Portugal assume um caráter de forte complementaridade mas, simultaneamente, converte este espaço numa plataforma territorial num contexto de crescente globalização e internacionalização da economia.
Atualmente, a Euroregião é parte do Programa de cooperação Transfronteiriça Espanha-Portugal (2003-2013).